# روي شامبرلين
روي شامبرلين (بالإنجليزية: Roy Chamberlain)‏ هو قاضي أمريكي، (ولد في كلاريندا في الولايات المتحدة 1862  م).